# Trentavis Friday
Trentavis Friday (ur. 5 czerwca 1996) – amerykański lekkoatleta specjalizujący się w biegach sprinterskich.
W 2014 startował na mistrzostwach świata juniorów w Eugene, podczas których zdobył złoto w biegu na 200 metrów i wraz z kolegami z reprezentacji, triumfował w sztafecie 4 × 100 metrów.

## Osiągnięcia
| Rok  | Impreza                     | Miejsce | Konkurencja             | Pozycja    | Wynik  |
| ---- | --------------------------- | ------- | ----------------------- | ---------- | ------ |
| 2014 | Mistrzostwa świata juniorów | Eugene  | bieg na 200 metrów      | 1. miejsce | 20,04w |
| 2014 | Mistrzostwa świata juniorów | Eugene  | sztafeta 4 × 100 metrów | 1. miejsce | 38,70  |

## Rekordy życiowe
- bieg na 60 metrów (hala) – 6,60 (2015)
- bieg na 100 metrów – 10,00 (2014)
- bieg na 200 metrów – 20,33 (2014) / 20,03w (2014)
- bieg na 200 metrów (hala) – 20,86 (2015)